# Un eroe
Un eroe (Qahremān) è un film del 2021 scritto e diretto da Asghar Farhadi.
È stato presentato in concorso al 74º Festival di Cannes, dove ha vinto il Grand Prix Speciale della Giuria.

## Trama
Rahim Soltani ha contratto un debito che non può onorare con l'ex cognato, Braham, e per tale motivo è in prigione. In un giorno di permesso, incontra fuori dal carcere la sua nuova compagna, Farkhondeh, con la quale si dirige verso un compro oro per vendere alcune monete. Con il ricavato spera di poter ripagare una parte del debito, anche se Braham sembra riluttante ad accettare solo una parte della cifra dovuta.
Dopo che il titolare del compro oro offre una somma di denaro inferiore a quella promessa in precedenza, Rahim decide di lasciar perdere la compravendita.
La sorella di Rahim scopre le monete d'oro e chiede perché Rahim le tenga in una borsa da donna. Rahim spiega di aver trovato quella borsa insieme alle monete d'oro per caso e che avrebbe voluto ripagare parte del suo debito con quelle monete, ma ora è intenzionato a restituire tutto al legittimo proprietario. In realtà la borsa era stata ritrovata poco tempo prima da Farkhondeh, ma Rahim evita di parlare della donna e della sua relazione con lei, perché i due non sono ancora sposati.
Rahim si dirige verso una banca vicina al luogo del ritrovamento della borsa e chiede se qualcuno sia passato a reclamarla. Ottenendo una risposta negativa, decide di affiggere degli avvisi nei negozi limitrofi, lasciando come contatto il numero telefonico del carcere in cui deve tornare a breve.
Qualche giorno dopo essere rientrato in carcere, la direzione dell'istituto riceve una telefonata da una donna. Il direttore del carcere passa la chiamata a Rahim, che si convince di parlare con la reale proprietaria della borsa. Quest'ultima si dirige a casa della sorella di Rahim, dicendole di aver perso la borsa e che era sua intenzione vendere le monete d'oro per aprire un conto in banca di nascosto dal marito.
Il direttore del carcere ritiene che la storia della restituzione meriti di essere raccontata in televisione e Rahim, seppur titubante, accetta, trasformandosi presto in una celebrità.
Tuttavia, un compagno di carcere di Rahim crede che il direttore si sia servito della storia della restituzione della borsa per coprire un recente caso di suicidio occorso proprio nella prigione.
Una associazione di beneficenza prende a cuore la storia di Rahim e organizza una raccolta fondi per ripagare il suo debito. Dopo molti tentennamenti e nonostante siano stati raccolti molti soldi, anche se non sufficienti a ripagare il debito di Rahim, Braham annuncia di voler ritirare la denuncia e Rahim può tornare libero. Inoltre, la Prefettura offre un lavoro a Rahim, dandogli così la possibilità di iniziare una nuova vita da uomo libero.
Tuttavia, un funzionario della Prefettura chiede una prova dell'avvenuta restituzione della borsa con le monete d'oro, essenziale per poter assegnare l'impiego a Rahim, ma né Rahim, né sua sorella hanno contatti della donna a cui hanno consegnato la borsa. Quest'ultima, peraltro, risulta irrintracciabile.
Dopo aver cercato invano la donna, Rahim chiede a Farkhondeh di far finta di essere lei la donna alla quale è stata restituita la borsa e lei accetta, manifestandosi come tale dinanzi al funzionario della Prefettura. Questi però ha ricevuto un messaggio, probabilmente da Braham, in cui si scopre che Rahim era già in possesso della borsa una settimana prima del giorno in cui aveva dichiarato di averla trovata e crede dunque che Rahim abbia inventato la storia della restituzione e non sia meritevole dell'impiego.
Rahim va dunque a chiedere spiegazioni all'ex cognato, credendo sia stato lui ad avvertire la Prefettura, ma l'uomo è ancora inviperito con Rahim e si rifiuta di parlargli. Esasperato, Rahim aggredisce Braham, ma la scena viene ripresa dalle telecamere di sicurezza della fotocopisteria di Braham. Nel video appare anche Farkhondeh, che era accorsa ad aiutare Rahim, tenuto prigioniero dai vicini negozianti. La figlia di Braham, Nazanin, minaccia di diffondere il video dell'aggressione di Rahim, e l'associazione che aveva raccolto i soldi per ripagare il suo debito decide di non assegnargli più quei fondi, per non perdere di credibilità.
Rahim chiede solo che gli sia restituito il suo onore e prova a spiegare alla direttrice dell'associazione, insieme a Farkhondeh, come sono andate veramente le cose. Farkhondeh riesce ad ottenere dall'associazione una dichiarazione ufficiale in cui si rende noto che Rahim ha deciso di lasciare i soldi raccolti per la sua causa per pagare invece la cauzione di un uomo condannato a morte.
Tuttavia, Braham pubblica il video dell'aggressione, squalificando definitivamente la figura di Rahim davanti al grande pubblico.
Un funzionario del carcere chiede allora a Rahim di filmare il figlio balbuziente per pubblicare online un commovente video che riabiliti Rahim. Ma dopo aver girato il video, Rahim ha un ripensamento e scoppia un alterco con l'uomo, che cancella il video.
Rahim, completamente sbarbato e rasato, torna così in carcere, accompagnato dal figlioletto e da Farkhondeh.

## Produzione
Il film è stato annunciato nel febbraio 2020. Le riprese si sono tenute a Shiraz nella seconda metà dell'anno, dopo esser state bloccate a causa dello scoppio della pandemia di COVID-19 in Iran.

## Distribuzione
Il film è stato presentato in anteprima il 13 luglio 2021 in concorso alla 74ª edizione del Festival di Cannes. È stato distribuito nelle sale cinematografiche francesi dal 22 dicembre dello stesso anno da Memento Films Distribution.
È stato distribuito in Italia dal 3 gennaio 2022 da Lucky Red.

## Accoglienza
Il film ha avuto molti plausi dalla critica e dal pubblico. Su Rotten Tomatoes ha ottenuto una approvazione del 89% su 136 recensioni, dove è stata notata la possibilità di fare un grande film basandosi unicamente sulla recitazione e sulla sceneggiatura, senza alcun bisogno di effetti visivi.

## Controversie
Il 5 aprile 2022, un tribunale iraniano ha riconosciuto il regista Asghar Farhadi colpevole di aver sottratto l'idea del film a una sua ex allieva, Azadeh Masihzadeh, dopo la denuncia per plagio da parte di quest'ultima. Nella fattispecie, Farhadi si sarebbe ispirato al documentario diretto dalla regista All Winners All Losers. Il regista ha ammesso di essersi ispirato alla vicenda della Masihzadeh, senza citarla nei crediti.

## Riconoscimenti
- 2021 – Festival di Cannes[1][2]
  - Grand Prix Speciale della Giuria
  - Premio François-Chalais
  - Prix de la Citoyenneté
  - In concorso per la Palma d'oro